# Araneus pfeifferae
Araneus pfeifferae este o specie de păianjeni din genul Araneus, familia Araneidae. A fost descrisă pentru prima dată de Thorell, 1877. Conform Catalogue of Life specia Araneus pfeifferae nu are subspecii cunoscute.